# Three Kings Cove
Three Kings Cove är en vik i Antarktis. Den ligger i Sydshetlandsöarna. Argentina, Chile och Storbritannien gör anspråk på området.